# 1585
| [ Edytuj tabelę ]              | |
| Król Polski                    | - 1575 Anna Jagiellonka 1587 - 1575 Stefan Batory 1586                                                                                              |
| Współksiążęta Andory           | - 1580 Hug Ambrós de Montcada 1586 - 1572 Henryk IV Burbon 1610                                                                                     |
| Król Anglii                    | - 1558 Elżbieta I 1603 |
| Elektor Brandenburgii          | - 1571 Jan Jerzy 1598 |
| Książę Bawarii                 | - 1579 Wilhelm V 1597 |
| Sułtan Brunei                  | - 1575 Saiful Rijal 1600 |
| Cesarz Chin                    | - 1572 Wanli 1620 |
| Król Czech                     | - 1576 Rudolf II Habsburg 1611 |
| Król Danii                     | - 1559 Fryderyk II 1588 |
| Dalajlama                      | - 1543 Sonam Gjaco 1588 |
| Cesarz Etiopii                 | - 1563 Sertse Dyngyl 1597 |
| Król Francji                   | - 1574 Henryk Walezy 1589 |
| Król Hiszpanii                 | - 1556 Filip II 1598 |
| Landgraf Hesji-Kassel          | - 1567 Wilhelm IV Mądry 1592 |
| Stadhouder Holandii            | - 1584 Maurycy Orański 1625 |
| Szach Iranu                    | - 1577 Mohammad Chodabande 1587 |
| Państwo Wielkich Mogołów       | - 1556 Akbar 1605 |
| Cesarz Japonii                 | - 1557 Ōgimachi 1586 |
| Kalif                          | - 1574 Murad III 1595 |
| Patriarcha Konstantynopola     | - 1584 Pachomiusz II 1585 - 1585 Teolept II 1586 |
| Władca Korei                   | - 1567 Sŏnjo 1608 |
| Książę Kurlandii i Semigalii   | - 1561 Gotthard Kettler 1587 |
| Sułtan Maroka                  | - 1578 Ahmad al-Mansur 1603 |
| Senior Monako                  | - 1581 Karol II 1589 |
| Król Nawarry                   | - 1572 Henryk III 1610 |
| Król Norwegii                  | - 1559 Fryderyk II 1588 |
| Sułtan Omanu                   | - 1560 Abd Allah ibn Muhammad 1624 |
| Elektor Palatynatu             | - 1583 Fryderyk IV 1610 |
| Papież                         | - 1572 Grzegorz XIII 1585 - 1585 Sykstus V 1590 |
| Książę Parmy i Piacenzy        | - 1556 Oktawiusz Farnese 1586 |
| Król Portugalii                | - 1581 Filip I 1598 |
| Książę w Prusach               | - 1568 Albrecht Fryderyk 1618 - 1578 Jerzy Fryderyk (regent) 1603                                                                                   |
| Car Rosji                      | - 1584 Fiodor I 1598 |
| Cesarz Rzymski (niemiecki)     | - 1576 Rudolf II Habsburg 1612 |
| Kapitanowie Regenci San Marino | - 1584 Innocenzo Brancuti Gio. Lodovico Belluzzi 1585 - 1585 Bonetto Bonetti Gio. Maria Giangi 1585 - 1585 Giuliano Corbelli Liberio Gabrielli 1586 |
| Elektor Saksonii               | - 1553 August Wettyn 1586 |
| Król Szkocji                   | - 1567 Jakub VI 1625 |
| Król Szwecji                   | - 1569 Jan III Waza 1592 |
| Król Tajlandii                 | - 1569 Maha Thammaracha Thirat 1590 |
| Sułtan Turków                  | - 1574 Murad III 1595 |
| Doża Wenecji                   | - 1578 Nicolò da Ponte 1585 - 1585 Pasqual Cicogna 1595                                                                                             |
| Król Węgier                    | - 1576 Rudolf II 1608 |

Rok 1585 / MDLXXXV
stulecia: XV wiek ~
XVI wiek ~
XVII wiek

lata: 1575 «
1580 «
1581 «
1582 «
1583 «
1584 «
1585
» 1586
» 1587
» 1588
» 1589
» 1590
» 1595

## Wydarzenia w Polsce
- 15 stycznia-28 lutego – w Warszawie obradował sejm zwyczajny[1].
- 25 lutego – król Stefan Batory potwierdził przywileje dotyczące wolności i praw Cerkwi prawosławnej w metropolii kijowskiej tj. na obszarze Wielkiego Księstwa Litewskiego i Korony[2].
- 3 marca – Elbląg zawarł porozumienie handlowe z angielską Kompanią Wschodnią.
- 20 kwietnia – Dania po otrzymaniu odszkodowania od Rzeczypospolitej zrezygnowała ze swych pretensji do Piltynia w Inflantach.
- 3 maja – Burmistrz Elbląga Jan Sprengel, działając na własną rękę, doprowadził do układu z Anglikami i osiedlenia się w mieście kupców angielskich.

- Epidemia dżumy w Cieszynie. Zmarło wówczas około 3 tys. mieszkańców czyli 2/3 ludności całego miasta.

## Wydarzenia na świecie
- 2 stycznia – francuska Liga Katolicka zawarła traktat sojuszniczy z Hiszpanią.
- 3 marca – we włoskiej Vicenzy oddano do użytku Teatro Olimpico.
- 24 kwietnia – Sykstus V został papieżem.
- 23 czerwca – wojna osiemdziesięcioletnia: zwycięstwo wojsk hiszpańskich nad holenderskimi w bitwie pod Amerongen.

- Miguel de Cervantes napisał powieść Galatea.

- Rozpoczęła się kolejna wojna religijna we Francji, zwana wojną trzech Henryków (Henryka III, Henryka z Nawarry i Henryka de Guise).

## Urodzili się
- 5 stycznia – Carlo Emmanuele Pio, włoski kardynał (zm. 1641)
- 16 stycznia – Giovanni Antonio Galli, malarz włoski (zm. 1652)
- 23 stycznia – Maria Ward, Służebnica Boża Kościoła katolickiego (zm. 1645)
- 27 stycznia – Hendrick Avercamp, holenderski malarz, pejzażysta (zm. 1634)
- 28 stycznia – Domenico Contarini, doża wenecki (zm. 1675)
- 12 lutego – Caspar Bartholin starszy, polihistor pochodzenia duńskiego (zm. 1629)
- 5 marca – Jan Jerzy I Wettyn, książę elektor Saksonii (zm. 1656)
- 6 marca
  - Francesco Cornaro (doża), 101. doża wenecki (zm. 1656)
  - Hiacynta Mariscotti, włoska zakonnica, święta katolicka (zm. 1640)
- 8 marca – Jan Macias, święty Kościoła katolickiego, peruwiański dominikanin (zm. 1645)
- 9 marca – Pierre Belain d’Esnambuc, francuski szlachcic, pirat (zm. 1636)
- 22 marca – Krzysztof Radziwiłł, polski magnat, hetman polny litewski, hetman wielki litewski, wojewoda wileński (zm. 1640)
- 1 maja – Zofia (księżna słucka), księżna na Słucku i Kopylu, święta prawosławna (zm. 1612)
- 5 maja – Vincenzo Carafa, sługa Boży Kościoła katolickiego włoski jezuita i pisarz (zm. 1649)
- 10 czerwca – Fryderyk Kazimierz Wittelsbach, hrabia palatyn i książę Palatynatu-Zweibrücken-Landsberg (zm. 1645)
- 28 czerwca – Sisto Badalocchio, włoski malarz i grafik okresu wczesnego baroku (zm. 1619)
- 9 września – Armand Jean Richelieu, francuski książę, kardynał (zm. 1642)
- 26 września – Antoni Franco, włoski błogosławiony Kościoła katolickiego (zm. 1626)
- 4 października – Anna Tyrolska (1585-1618), cesarzowa rzymsko-niemiecka, królowa Czech i Węgier (zm. 1618)
- 10 października – Piotr Gembicki, biskup przemyski od 1635 r. i krakowski od 1642 r.; od 1635 r. podkanclerzy i kanclerz wielki koronny (zm. 1657)
- 11 października – Johann Heermann, śląski poeta i pisarz, pastor ewangelicki (zm. 1647)
- 18 października – Heinrich Schütz, niemiecki kompozytor i organista (zm. 1672)
- 28 października – Cornelius Jansen, teolog, twórca jansenizmu, biskup Ieper (zm. 1638)
- 1 listopada – Jan Brożek, polski matematyk, astronom, pisarz, polski duchowny katolicki, medyk, muzyk, mówca, rektor (mecenas) Akademii Krakowskiej (zm. 1652)
- 2 listopada – Rudolf Colloredo, jeden z czołowych dowódców armii cesarskiej na frontach wojny trzydziestoletniej (zm. 1657)
- 25 grudnia – Chrystian, hrabia Waldeck-Wildungen (zm. 1637)
- 31 grudnia – Gonzalo Fernández, hiszpański wódz podczas wojny trzydziestoletniej (zm. 1635)

- data dzienna nieznana:
- Uriel Acosta, żydowski filozof, sceptyk (zm. 1640)
- Edmund Arrowsmith, święty Kościoła katolickiego, angielski jezuita, męczennik (zm. 1628)
- Ambroży Edward Barlow, święty Kościoła katolickiego, angielski męczennik (zm. 1641)
- Łukasz Górnicki, kanonik wileński i warmiński, prepozyt kapituły warmińskiej (zm. 1651)
- Gaspar van den Hoecke, flamandzki malarz barokowy (zm. ok. 1648)
- Aleksander Dadźbóg Sapieha, kasztelan smoleński, podkomorzy witebski, starosta orszański, rotmistrz królewski (zm. 1635)
- Natan Spira, kabalista, rabin, kaznodzieja (zm. 1633)
- Massimo Stanzione, włoski malarz okresu baroku (zm. ok. 1656)
- Johann Jakob Wolff von Todenwarth, heski i cesarski dyplomata okresu wojny trzydziestoletniej (zm. (1657)
- Lucilio Vanini, włoski filozof i teolog (zm. 1619)
- Abraham de Verwer, holenderski malarz barokowy (zm. 1650)

## Zmarli
- 10 marca – Rembert Dodoens, lekarz, herbarysta i botanik (ur. 1517)
- 6 kwietnia – Wojciech Szeliga, polski lekarz (ur. ?)
- 10 kwietnia – Grzegorz XIII, papież w okresie 13 maja 1572-10 kwietnia 1585 (ur. 1502)
- 11 maja – Mikołaj Mielecki, hetman wielki koronny (ur. 1540)
- 23 maja
  - Günther Waldeck-Wildungen, hrabia Waldeck-Wildungen (ur. 1557)
  - Nikolaus Lassota von Steblau, kanclerz księstwa opolsko-raciborskiego (ur. ok. 1510)
- 25 maja – Jakub Paleolog, był Grekiem i naturalizowanym Polakiem, dominikaninem(ur. 1520)
- 17 czerwca – Jakub Górski, polski humanista, pisarz teologiczny, filolog, logik, polemista (ur. 1525)
- 20 czerwca – Christian Kruik van Adrichem, holenderski duchowny, teolog i pisarz katolicki (ur. 1533)
- 23 czerwca – Marcin Gerstmann, biskup wrocławski (ur. 1527)
- 30 lipca – Nicolò da Ponte, doża Wenecji od 1578 roku (ur. 1491)
- 6 sierpnia – Jermak Timofiejewicz, rosyjski ataman kozacki (ur. ?)
- 6 września – Luca Cambiaso, włoski malarz, rysownik i rzeźbiarz (ur. 1527)
- 19 października – Johann Crato von Krafftheim, niemiecki humanista, lekarz związany z Wrocławiem (ur. 1519)
- 5 listopada – Pontus De la Gardie, francuski szlachcic i najemnik (ur. 1520)
- 23 listopada – Thomas Tallis, angielski kompozytor tworzący w Anglii (ur. ok. 1505)
- 12 grudnia – Jan Krzysztoporski, polski mecenas, bibliofil, dyplomata, dworzanin, kasztelan wieluński (ur. 1518)
- 27 grudnia – Pierre de Ronsard, poeta francuski, główny przedstawiciel renesansowej poezji francuskiej (ur. 1524)

- data dzienna nieznana:
- Jonasz Borzobohaty-Krasieński, nominat włodzimierski (ur. ?)
- Walenty Dembiński, kanclerz wielki koronny i podskarbi wielki koronny, kasztelan krakowski (ur. ?)
- Andrzej Firlej (zm. 1585), polski szlachcic herbu Lewart (ur. ok. 1537)
- Marcin Kwiatkowski, polski teolog, pisarz ewangelicki, poeta, historyk, geograf (ur. ?)
- Mikołaj Pac (biskup kijowski), biskup kijowski, uległszy wpływom reformacji przeszedł na kalwinizm (ur. 1527)
- Adam Pilchowski, kanonik kapituły warszawskiej (ur. ?)
- Baltazar Ridinger, niemiecki aptekarz, właściciel pierwszej apteki w Cieszynie (ur. ?)
- Jan Rozdrażewski (marszałek dworu), najstarszy syn kasztelana rogozińskiego Stanisława Rozdrażewskiego i Zuzanny (ur. 1537)
- Stefan Andrejewicz Zbaraski, wojewoda trocki od 1566, kasztelan trocki (ur. ok. 1518)
- Mikołaj Łysakowski, wielokrotny poseł I Rzeczypospolitej, stolnik czerski (ur. ?)

## Święta ruchome
- Tłusty czwartek: 28 lutego
- Ostatki: 5 marca
- Popielec: 6 marca
- Niedziela Palmowa: 14 kwietnia
- Wielki Czwartek: 18 kwietnia
- Wielki Piątek: 19 kwietnia
- Wielka Sobota: 20 kwietnia
- Wielkanoc: 21 kwietnia
- Poniedziałek Wielkanocny: 22 kwietnia
- Wniebowstąpienie Pańskie: 30 maja
- Zesłanie Ducha Świętego: 9 czerwca
- Boże Ciało: 20 czerwca